# جيرهارد هاجر
جيرهارد هاجر (بالألمانية: Gerhard Hager)‏ (و. 1942  م) هو قاضي، وسياسي، وكاتب نمساوي، ولد في فيينا، هو عضوٌ في حزب الحرية النمساوي.

## مناصب
تولى منصب عضو البرلمان الأوروبي (20 يوليو 1999–19 يوليو 2004)
- عضو البرلمان الأوروبي (11 نوفمبر 1996–19 يوليو 1999)[4]
- Judge at the Supreme Court of Justice ‏

.